# Cầu Trần Phú

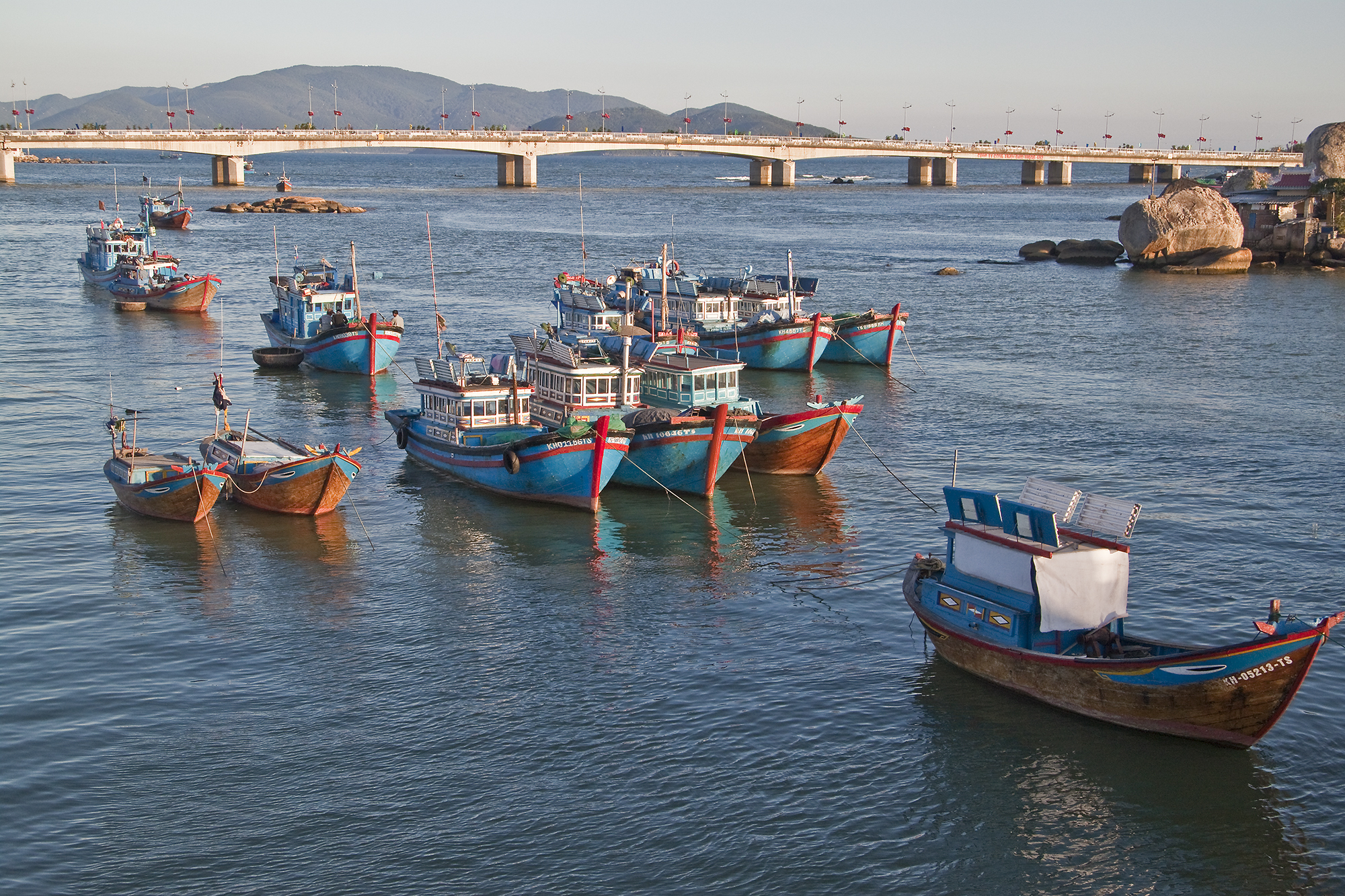
Cầu Trần Phú

Cầu Trần Phú là một cây cầu bắc qua sông Cái trên tuyến đường Trần Phú ven biển tại thành phố Nha Trang, tỉnh Khánh Hòa, Việt Nam.
Cầu có chiều dài 458,27 m, chiều rộng 22 m, gồm 4 làn xe. Công trình được khởi công vào ngày 3 tháng 9 năm 1999 và hoàn thành ngày 2 tháng 9 năm 2002.